# 李子园食品
浙江李子园食品股份有限公司（上交所：605337），简称李子园食品、李子园，是中华人民共和国的一家食品饮料生产企业，成立于1994年，总部位于浙江省金华市。公司的主要产品为含乳饮料和其他饮料，以甜牛奶系列产品而知名。

## 历史
李子园是由李国平、王旭斌夫妇共同创立。金华市是“中国南方奶牛之乡”，在1980年代，不少金华人选择养奶牛致富。李国平早年也走上了养奶牛的道路，但随着养牛的人越来越多，奶牛过剩导致牛奶销路不好。于是李国平改变方向，做起了牛奶加工的生意。他和三个伙伴成立了一家炼乳作坊，专做牛奶半成品加工，产品供应江浙沪地区的奶糖企业。1993年，李国平拟创立自己的品牌。当年他去上海出差发现“李子园”字样的路牌，于是决定以“李子园”作为品牌名。李国平认为，“李”代表自己的姓，“子”代表自己“对自创品牌的希冀，子子孙孙，延世百年”，“园”则代表绿色、健康和希望。
1994年9月30日，李国平、王旭斌夫妇同意，将原金港食品厂厂房、浓缩锅、锅炉、白砂糖、炼乳等与生产经营相关资产作价88.00万元出资设立李子园食品。10月22日，公司经工商局核准注册。1994年12月1日，更名为“金华市李子园牛奶有限公司”；1997年再次更名为“浙江李子园牛奶食品有限公司”。
该公司自成立以来，产品主要以甜牛奶系列为主，凭借其香甜的口味、适中的价格在市场中独树一帜，自推出以来深受青年人群喜爱，并使“李子园”成为全国消费者公认的乳饮料品牌之一，公司业绩也因此稳步增长。1997－2006年期间，公司完成五次增资。2000年起，公司陆续聘请演员周迅、范冰冰等成为形象代言人，进一步扩大品牌知名度。
2016年9月27日，李子园全体股东签订《发起人协议书》，整体变更为股份有限公司。11月2日经金华市市场监督管理局核准变更登记。2018年10月，茅台集团旗下的投资基金茅台建信投资向李子园增资。
2020年9月24日，中国证监会批准李子园的首发上市申请，2021年2月8日在上海证券交易所上市，成为“甜牛奶第一股”。
2022年7月1日，由于原、辅材料价格上涨，该日开始，李子园甜牛奶及风味乳饮料系列产品涨价6~9%不等。
2023年7月20日，李子园食品品牌升级发布会在杭州举行。会上，李子园发布了新的产品包装，并宣布其开始新一轮广告投放。

## 业务与产品

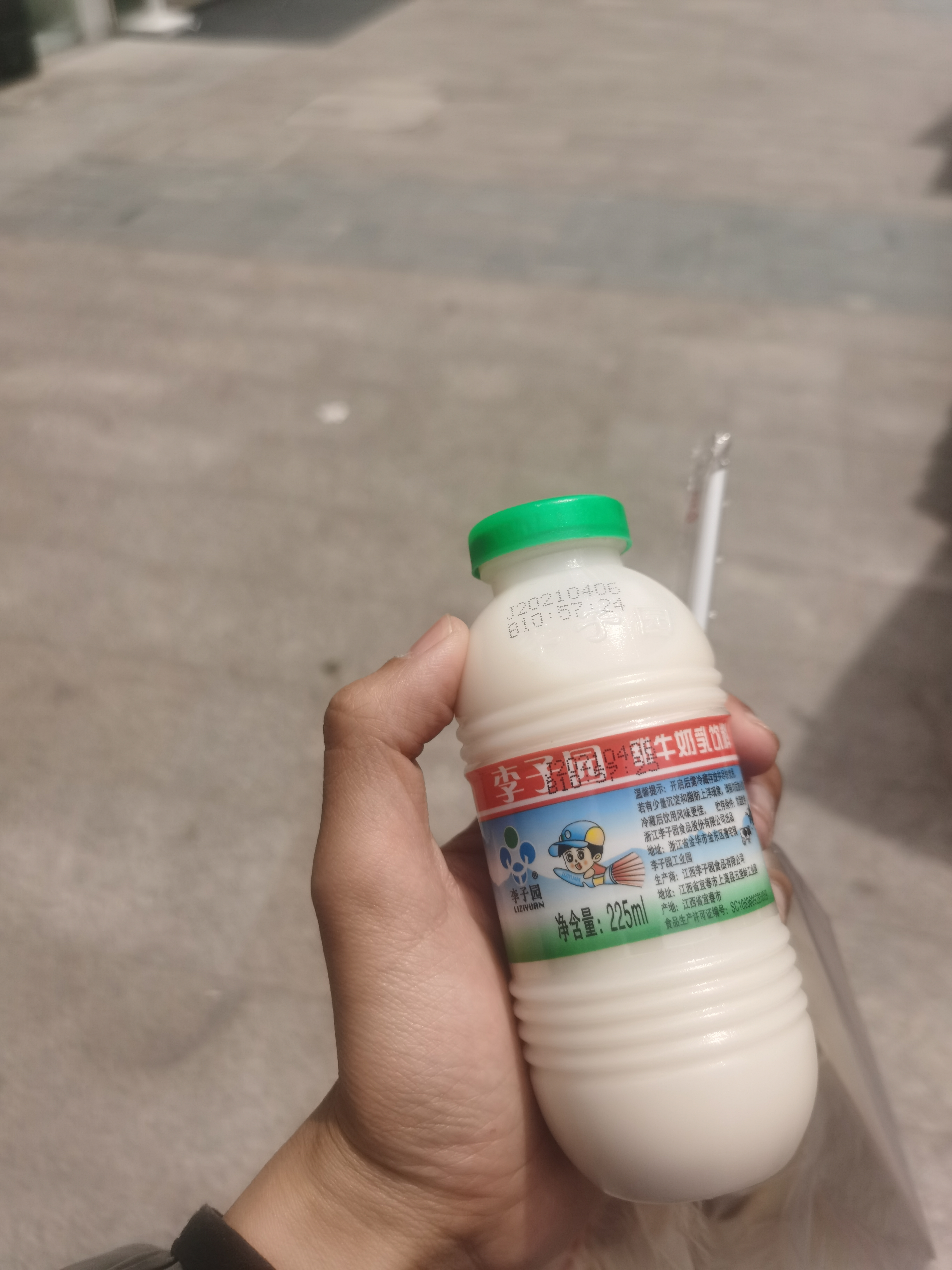
李子园甜牛奶

李子园的主要产品包括含乳饮料、复合蛋白饮料、乳味风味饮料及其他饮料，其中甜牛奶系列产品是公司的核心产品，在招股书中被描述为“畅销20余年的经典产品”。其主流消费者为10-30岁年龄段的年轻人以及校园学生等；其主要面向中小城市和农村市场销售，早餐店、学校是主要销售渠道，便利店和校园渠道等也是公司的重要营收增长点。根据招股书资料显示，公司的甜味含乳饮料在细分市场已形成一定规模，其经营业绩对单一产品依赖程度较高，主要是实施大单品销售拓展策略所致。为改变产品单一化局面，公司在2018年推出18款新品，包括咖啡饮品、常温酸奶和臭臭奶等，2022年又推出电解质水和椰子汁。但在2021年全年，李子园的乳味风味饮料仅实现营收2005万元，毛利率低至7.44%，复合蛋白饮料营收仅502万元，毛利率更是为负。
而在研发方面，李子园建有浙江省省级技术研发中心、院士工作站，并联合江南大学、浙江工商大学、浙江工业大学、长春大学等学校开展产品创新研究，与河北省食品检验研究院、浙江工商大学、中国标准化研究院等单位共同起草并发布《生物产品中功能性微生物检测》（GB/T34224-2017）国家标准，并同时主导/参与起草了五项国家标准。然而在“甜牛奶乳饮料大单品战略”影响下，李子园在招股书中承认公司研发投入占比较低。

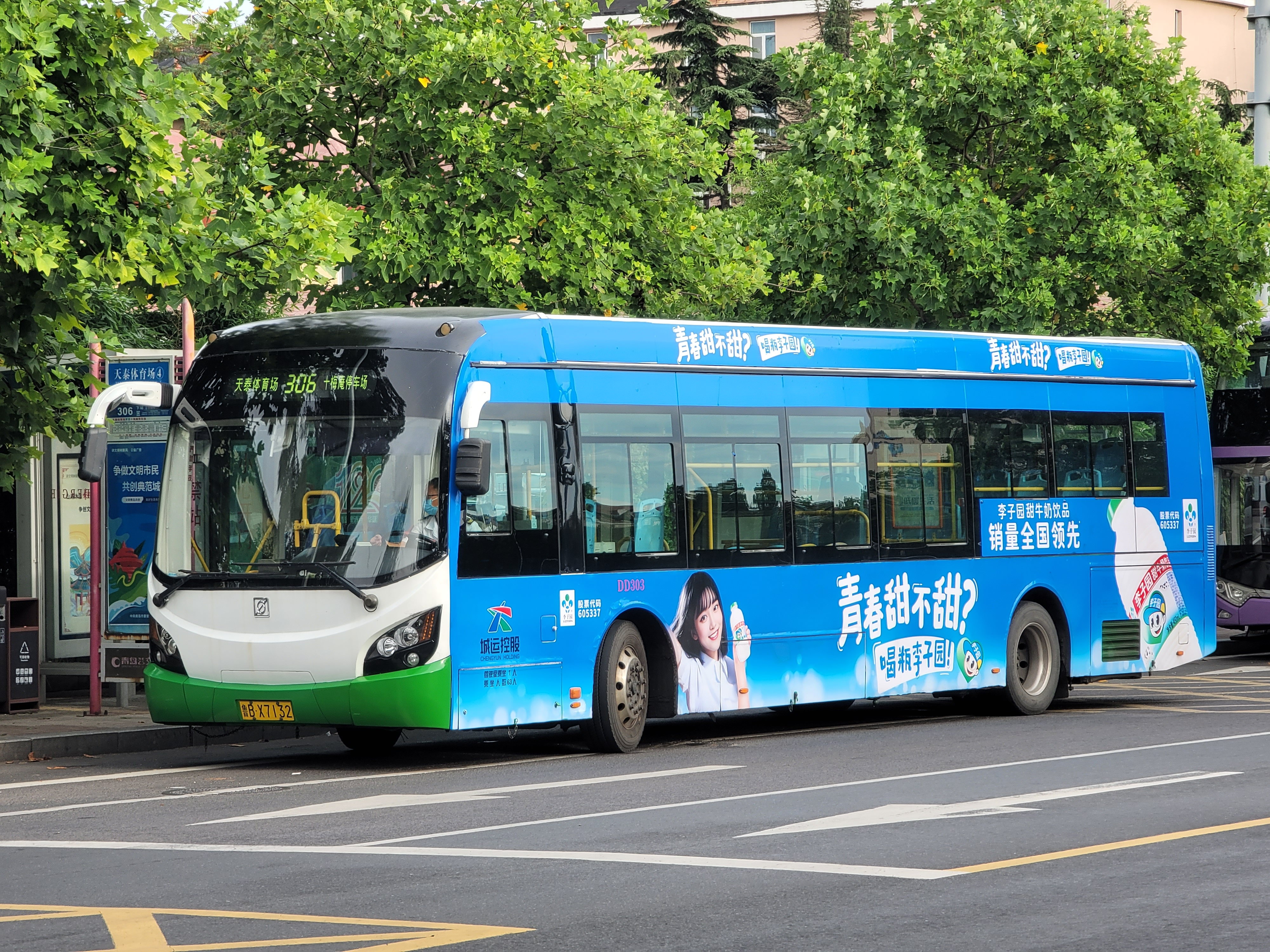
李子园在青岛公交投放的广告

在生产与销售方面，李子园的主要市场在华东、西南、华中区域，拥有浙江金华、江西上高和浙江龙游三个生产基地，并委托第三方企业生产。2021年上市后，随着募投项目的实施，公司将在河南鹤壁和云南曲靖新建自有生产基地，分别增加产能10.4万吨和7万吨，以完善全国布局。公司产品在浙江、云南、河南、安徽、江苏、江西等地有一定的市场占有率，销售区域基本覆盖浙江、江苏、云南、江西、上海、河南、安徽、湖南、山东、湖北、四川等地。该公司销售体系由六大销售大区、电子商务部、市场服务部、市场物流部、市场管理部、售后服务与价格管控部和品牌部构成。2022年，李子园开始通过直播间、短视频等新传播方式推销产品，曾与李佳琦直播间合作销售甜牛奶。踏入2023年，李子园与营销公司华与华展开合作，以进一步建设和优化品牌资产。此后，该公司也在电视广播、高铁列车、地铁、巴士渠道上投放广告，以提升品牌知名度。

## 荣誉
该公司先后荣获“2016年度金华市金东区政府质量奖”、“2018年度金华市人民政府质量奖”、“全国商业科技进步奖”等荣誉。